# Malmö stadsarkiv

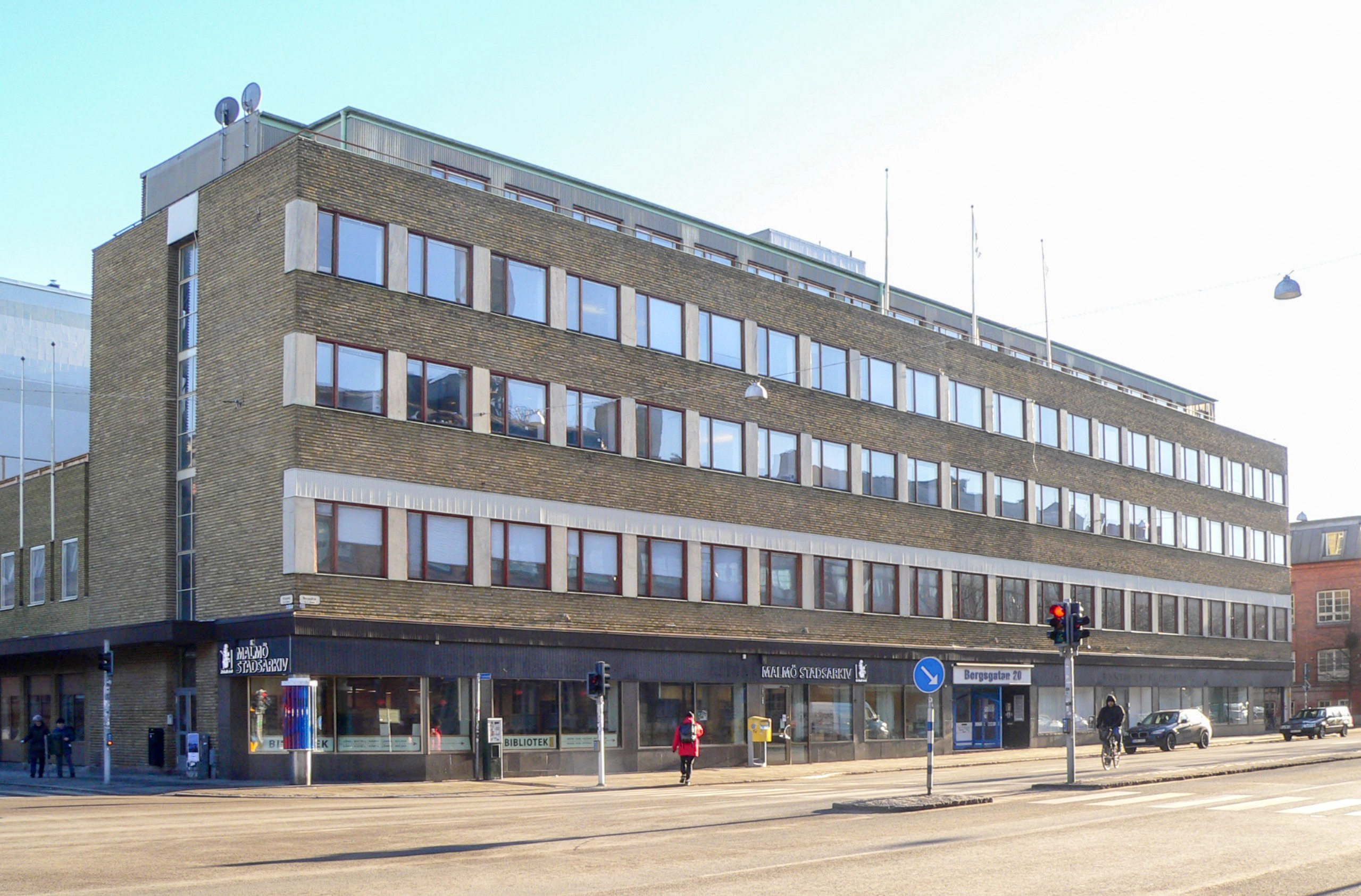
Arbetets gamla tidningshus inrymmer sedan 2014 Malmö stadsarkiv.

Malmö stadsarkiv (officiellt Stadsarkivet i Malmö) är en 1903 inrättad arkivmyndighet för kommunala myndigheter i Malmö kommun och statliga myndigheter vars huvudsakliga verksamhetsområde är Malmö. På stadsarkivet finns arkiv från stadens förvaltningar och från statliga myndigheter med verksamhet i Malmö. Stadsarkivet har också  privat-, släkt-, förenings-, foto- och företagsarkiv. På Malmö stadsarkiv förvaras handlingar från myndigheter och enskilda från medeltiden och framåt. Stadsarkivets huvuduppgift är att se till att det gemensamma kulturarvet bevaras och är tillgängligt för allmänheten. Vid Malmö stadsarkiv finns 18 000 meter arkiv, tiotusentals ritningar, flera hundra tusen fotografier och ett stort antal filmer. 

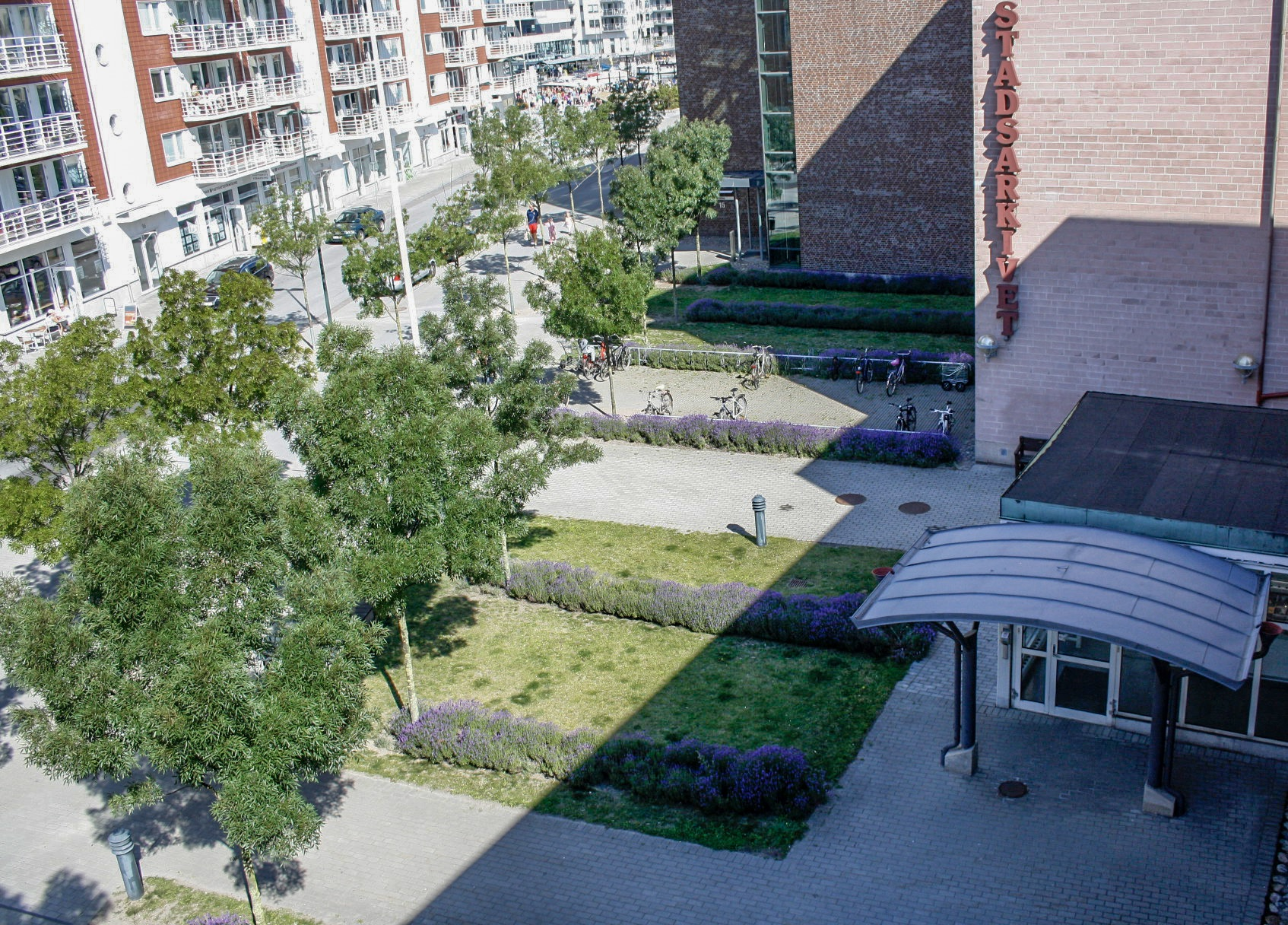
Malmö stadsarkiv 2012

Arkivet var ursprungligen inrymt i Malmö rådhus vid Stortorget, men flyttade 1956 till gamla Riksbankshuset på Adelgatan och 1991 till nybyggda lokaler i Västra hamnen med adress Isbergs gata 13. Den 8 november 2014 invigdes stadsarkivets nya lokaler i Arbetets gamla tidningshus på Bergsgatan 20. 2021 tilldelades Dawit Isaak-biblioteket, som är en del av Malmö stadsarkiv, Hedeniuspriset som årligen utdelas av Humanisterna.

## Stadsarkivarier
- 1903–1933 Anders Ulrik Isberg d.y.
- 1934–1963 Leif Ljungberg
- 1963–1983 Lennart Tomner
- 1984–2000 Birgit Bender (tidigare Arfwidsson-Bäck)
- 2001–2005 Göran Larsson
- 2005–2012 Anna Svenson[4]
- 2013-2022 Adam Hidestål[5]
- 2022- Suzanne Sandberg